# Andrew Hochstrasser

Zawodnik Boise State Broncos

Andrew Hochstrasser (ur. 5 czerwca 1986) – amerykański zapaśnik w stylu wolnym. Złoty medalista mistrzostw panamerykańskich w 2014 i 2015. Trzeci w Pucharze Świata w 2014 roku.
Zawodnik Tooele High School z Tooele i Boise State University z Boise. Dwa razy All-American (2009, 2011) w NCAA Division I, drugi w 2011 i czwarty w 2009 roku.